# 갤러리 페이크
《갤러리 페이크(ギャラリーフェイク)》는 호소노 후지히코의 만화이다.
1992년부터 2005년까지 《빅 코믹 스피리츠》에 연재하였으며, 전체 32권으로 출간되었다. 제41회 소학관 만화상을 수상했다.
애니메이션은 2005년 1월 8일부터 2005년 9월 24일까지 TV 도쿄 계열국에서 방송했다.

## 소개
위조 미술품을 전문으로 하는 화랑, 갤러리페이크를 무대로 갤러리오너 후지타 레이지(藤田玲司)가 각양각색의 등장인물과 얽히면서 일어나는 에피소드를 그리고 있다. 위조품 미술관이라는 화랑의 이면에는 도난 미술품의 거래를 하는 암시장의 성격도 있어서 주인공은 일본 전국은 물론이고 세계를 누비며 동서고금의 미술품을 거래한다. 다양한 미술품과 관련한 짤막한 에피소드들의 연속으로 구성되어 있으며 레오나르도 다빈치의 숨겨진 회화인 '제2의 모나리자'를 둘러싼 음모와 비밀을 파헤치는 스토리가 큰 줄기의 주제로 이어져 있다.

## 등장인물
- 후지타 레이지(藤田玲司, ふじた れいじ)

30대 후반으로 추정, 미대 졸업후 뉴욕 메트로폴리탄 박물관(이하 메트로)의 큐레이터로 일했고 이후 귀국하여 토쿄 부두연안 창고를 개조한 곳에 화랑을 개설하여 위조미술품 전시 전문을 명목으로 하는 '갤러리페이크'를 운영한다. 동서고금을 가리지 않는 미술품 감식능력과 복원 능력을 가지고 있다.
- 사라 핼리파(サラ・ハリファ)

중동의 Q국 (쿠웨이트로 추정) 왕족의 영애, 전쟁으로 인해 고국을 떠나 일본에 머무르며 갤러리페이크에서 후지타의 비서겸 조수로 일하고 있다. 억만장자로서 거주지는 토쿄 시내의 일급호텔.
- 미타무라 사요코(三田村小夜子, みたむら さよこ)

사립 타카타 미술관의 관장을 맡고 있는 여성, 속칭 '일본 미술계의 잔다르크'